# Страницы былого
«Страницы былого» — советский художественный фильм 1957 года.

## Краткое содержание
О революционном подполье одесских рабочих. Время действия — 1901 год. В Одессу на заработки приезжает деревенский паренек Алексей. Ещё в поезде герой знакомится с молодым рабочим Митей и становится свидетелем ареста подпольщика Саввы, распространявшего ленинскую «Искру». Паренек быстро освоится в городе, усвоит, что за свои права надо бороться, и станет одним из самых активных одесситов-ленинцев.
Песня из фильма на слова Владимира Карпеко «Ах, какая драма, пиковая дама» уже через год стала гимном одесских блатных.

## В ролях
- Петр Щербаков — Алексей Корень
- Карина Шмаринова — Люба
- Юрий Боголюбов — Митя
- Николай Боголюбов — Савва, подпольщик
- Всеволод Санаев — Скворцов, агент полиции
- Борис Бибиков — генерал
- Анна Пекарская — Варвара Михайловна, сестра Любы
- Семён Свашенко — Игнат, рабочий-подпольщик
- Николай Горлов — блондин, шпик
- Игорь Безяев — Яшка, шулер
- Николай Волков — Иван Павлович, старпом на пароходе
- Павел Михайлов — Василий Захарович, сотрудник подпольщиков за границей
- Зинаида Сорочинская — прислуга Варвары Михайловны
- Павел Шпрингфельд — граф, нищий певец
- Витольд Янпавлис — офицер жандармерии

## Съёмочная группа
- Режиссёр: Владимир Кочетов, Евгений Ташков
- Автор сценария: Александр Абрамов, Михаил Писманник
- Оператор: Фёдор Сильченко
- Художник: Б. Ильюшин
- Композитор: Андрей Эшпай
- Текст песен: Владимир Карпеко